# Smuggler's Run
Smuggler's Run est un jeu vidéo de course de Rockstar San Diego sorti à la fin de l'an 2000 sur PlayStation 2, puis adapté sur Game Boy Advance en 2002.
Il a pour suite Smuggler's Run 2: Hostile Territory (adapté sur GameCube sous le titre Smuggler's Run: Warzones).

## Accueil
- GameSpot : 8/10 (PS2)[1]
- Jeuxvideo.com : 16/20 (PS2)[2] - 7/20 (GBA)[3]